# Kinds och Redvägs tingslag
Kinds och Redvägs tingslag var ett tingslag i Älvsborgs län i Kinds och Redvägs domsaga. 
Tingslaget bildades 1948 av Kinds tingslag, Redvägs tingslag och Ulricehamns stad och omfattade Kinds härad och Redvägs härad. Domsagan upphörde i samband med tingsrättsreformen i Sverige den 1 januari 1971 och verksamheten överfördes då till Sjuhäradsbygdens tingsrätt.
Tingsplatser var Ulricehamn och Svenljunga.